# Kurzeszyn
Kurzeszyn ist ein Dorf in Polen, das der Landgemeinde (gmina wiejska) Rawa Mazowiecka angehört. Es liegt im Powiat Rawski in der Woiwodschaft Łódź.

## Geografie
Es liegt im Zentrum des Landes – rund 80 Kilometer südwestlich der Landeshauptstadt Warschau am Fluss Rawka.
Das Dorf hat etwa 650 Einwohner.

## Geschichte
Die erste schriftliche Erwähnung des Dorfes stammt aus der ersten Hälfte des 15. Jahrhunderts, aber die Ansiedelung in Kurzeszyn ist viel älter: rund 100 Meter neben dem heutigen Dorf liegt ein Burgwall aus dem  12. Jahrhundert.